# Río Jordan (Utah)

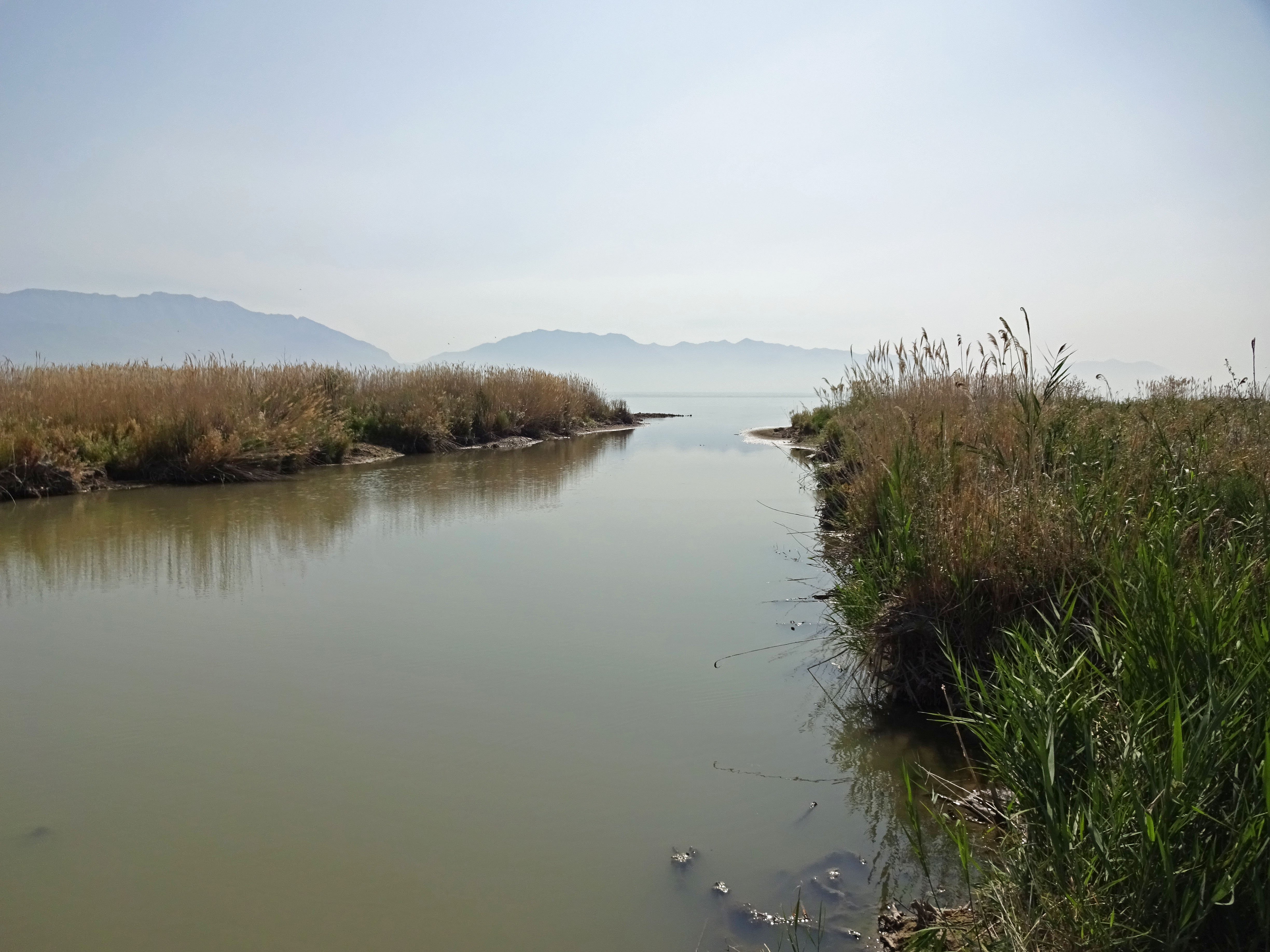
Río Jordán, Utah.

El río Jordán es un río del estado de Utah de unos 82 km de longitud. Regulado por bombas en su cabecera en el lago Utah, fluye al norte por el valle del Lago Salado y vierte sus aguas en el Gran Lago Salado.  En sus riveras se encuentran cuatro de las grandes ciudades de Utah—la Ciudad del Lago Salado, West Valley City, West Jordan y Sandy. En su cuenca viven un millón de personas, la cual se encuentra dentro del lago Salado y el condado de Davis. En el pleistoceno el área formaba parte del lago Bonneville.